# 吳錦源
吳錦源，香港導演，1984年加入香港無綫電視先後任職場務、助理編導、編導至1991年加入亞洲電視任職編導，隨後整個1990年代都在亞洲電視度過。
2000-2001年曾短暫重返無綫電視任職編導，之後到台灣發展3年到在2005年回香港拍攝亞洲電視劇集《美麗傳說2星願》後其工作重心轉移在中國大陸拍攝電視劇為主，曾執導知名的電視劇有《楚喬傳》《仙劍奇俠傳》、《寂寞空庭春欲晚》、《美人心計》、《步步驚心》等。

## 電視劇 (無綫電視)
- 1986年《流氓大亨》
- 1987年《大運河》
- 1991年《命運快車》
- 2001年《娛樂反斗星》
- 2001年《尋秦記》

## 電視劇 (亞洲電視)
- 1991年《暴雨燃燒》
- 1991年《豪門》
- 1992年《八婆會館》
- 1993年《銀狐》
- 1993年《天蠶變之再與天比高》
- 1994年《戲王之王》
- 1995年《美夢成真》
- 1995年《一屋兩鬼三人行》（又名：《再續隔世情》）
- 1996年《我和春天有個約會》
- 1996年《飄零燕》
- 1996年《千王之王重出江湖》
- 1996年《殭屍道長II》
- 1996年《坊間故事》
- 1997年《97變色龍》
- 1997年《屋企有個肥大佬》
- 1997年《肥貓正傳》
- 1999年《肥貓正傳II》
- 1999年《南海十三郎》
- 2000年《我和殭屍有個約會II》
- 2000年《曲終情未了》
- 2005年《《美麗傳說2星願》

## 電視劇 (其他)
- 2003年《西街少年》
- 2004年《仙劍奇俠傳》
- 2005年《格鬥天王》
- 2006年《紅孩兒》
- 2007年《聊齋奇女子》
- 2008年《射雕英雄傳》
- 2008年《一千滴眼淚》
- 2009年《鎖清秋》
- 2009年《賢妻良母》
- 2010年《大管家》
- 2010年《美人心計》
- 2011年《怪俠一枝梅》
- 2011年《步步驚心》
- 2012年《搜神記》
- 2012年《亂世佳人》
- 2013年《追魚傳奇》
- 2014年《寒冬》
- 2014年《踏破硝煙》
- 2015年《抓住彩虹的男人》
- 2015年《偏偏喜歡你》
- 2015年《寂寞空庭春欲晚》
- 2015年《煮婦神探》
- 2017年《百戰天狼》
- 2017年《楚喬傳》
- 2020年《長相守》
- 2020年《有翡》

## 電影
- 1999年《褓姆驚魂》
- 1999年《護花特警》
- 2004年《新紮師姐3:百分百型警》

## 外部連結
北上導演吳錦源為港爭光　內地劇《楚喬傳》成首部400億作品 （页面存档备份，存于）